# Catoxyethira lohoueae
Catoxyethira lohoueae är en nattsländeart som beskrevs av Francois-Marie Gibon 1993. Catoxyethira lohoueae ingår i släktet Catoxyethira och familjen smånattsländor. Inga underarter finns listade i Catalogue of Life.